# Association foncière d'aménagement foncier agricole et forestier
Pour les articles homonymes, voir Association foncière.
L’Association foncière d'aménagement foncier agricole et forestier est constituée des propriétaires situés à l'intérieur du périmètre d’aménagement foncier (dit de « remembrement » jusqu'à la loi de relative au développement des territoires ruraux de février 2005).
C'est un type d'association syndicale.
L'Association foncière (AF) est administrée par un bureau qui comprend :
- Le maire ou un conseiller municipal désigné par lui
- Des propriétaires désignés, par moitié par le Conseil municipal et par moitié par la Chambre d'agriculture, parmi les propriétaires de parcelles incluses dans le périmètre de remembrement

Elle met en œuvre le programme de travaux connexes décidé par la Commission communale d'aménagement foncier (CCAF), assure le règlement des dépenses et recouvre les sommes correspondantes auprès des propriétaires concernés par les opérations.